# Rudolf Vácha (malíř)
Rudolf Vácha, křtěný Rudolf Jan František Stanislav (19. června 1860 Hluboká nad Vltavou – 9. února 1939 Praha) byl český akademický malíř.

## Život
Narodil se v Hluboké nad Vltavou do rodiny Rudolfa Váchy staršího, jenž byl ve službách Schwarzenberků ve funkci zahradníka. Rudolf Vácha mladší absolvoval reálku v Českých Budějovicích, načež odešel studovat do Vídně na malířskou akademii. V roce 1885 si odešel Vácha rozšířit studium na Akademii do Mnichova. Během mnichovského studia maloval historické a oltářní obrazy (např. pro kostel v Křemži u Českého Krumlova a v Suchdole nad Lužnicí). V roce 1888 odjel do Paříže, kde studoval u Jeana-André Rixense (1846–1925) a současně studoval díla starých mistrů. Maloval podobizny pařížské smetánky (např. pěvkyně Gabriely Krausové (1842–1906), hrabat de Maigret, hraběnky de Rochefort). Vytvářel ilustrace pro rozličné pařížské nakladatele a navrhoval výzdobu salonů a budoárů. Zdobil vějíře ve stylu Ludvíka XV. a vytvářel reklamní grafiku. V Paříži si rázem získal jméno ve vlivných uměleckých kruzích. Založil zde rodinu a Francie se stala jeho druhým domovem. Na svou domovinu však nezapomněl a občas zajížděl do Prahy. V roce 1889 přijel do Čech portrétovat prof. Talíře. Jméno Vácha se stalo známým ve všech evropských městech i v Americe. Přitom Vácha nezůstal jednostranně portrétistou, je i krajinářem a grafikem, který s úspěchem ilustroval literární díla. Roku 1908 se přestěhoval s rodinou do Prahy, kde si založil vlastní ateliér. Věnoval se mimo jiné malování portrétů významných českých osobností (např. kníže K. Schwarzenberg, průmyslník Ringhoffer a další). Pravidelně vystavoval svá díla především v Rubešově galerii. Rudolf Vácha byl vybrán k malbě rakouského následníka trůnu Františka Ferdinanda. Vinou Sarajevského atentátu dílo nevzniklo a na začátku První světové války Vácha opět odjel do Francie. S koncem války se malíř vrátil zpět do již samostatné vlasti, kde tvořil ve spolupráci se synem Fernandem. Roku 1924 se usadil v Praze trvale. 
Zemřel 10. února 1939 v Praze-Vinohradech.

## Galerie

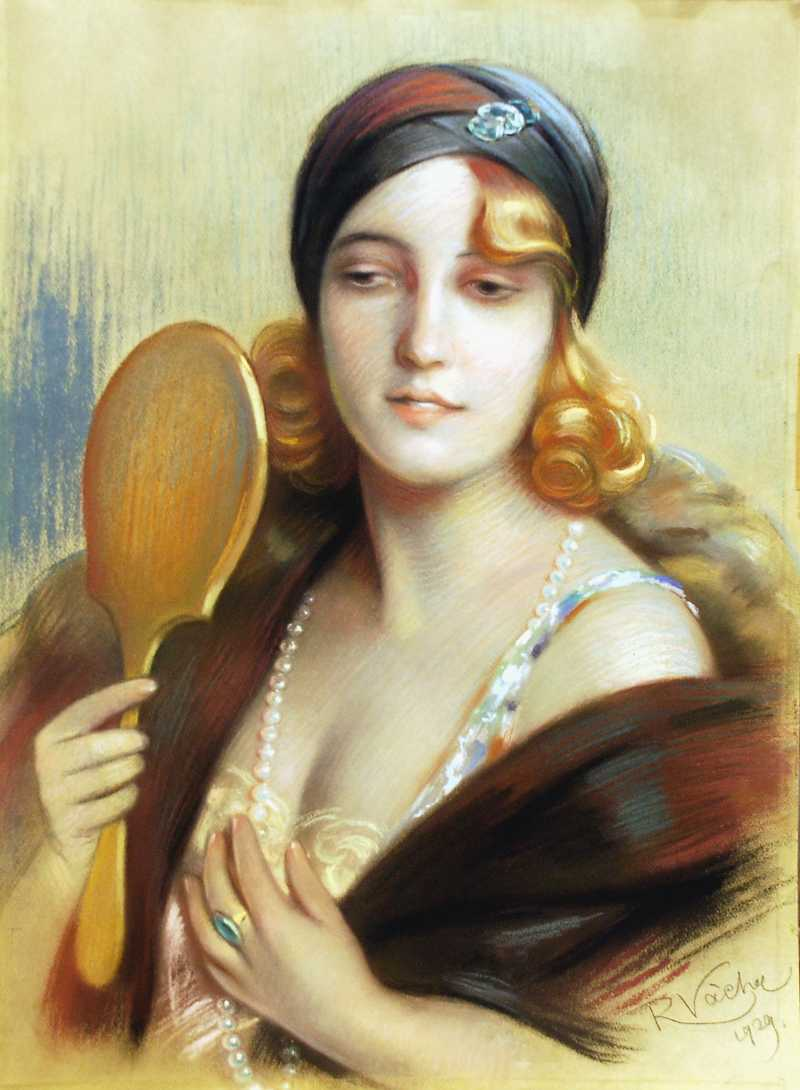
Rudolf Vácha - Portrét dívky se zrcátkem (1929)
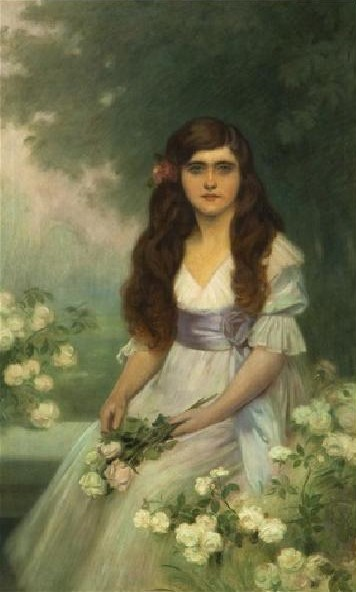
Rudolf Vácha - Portrét Míly Mellanové s růžemi (1912)
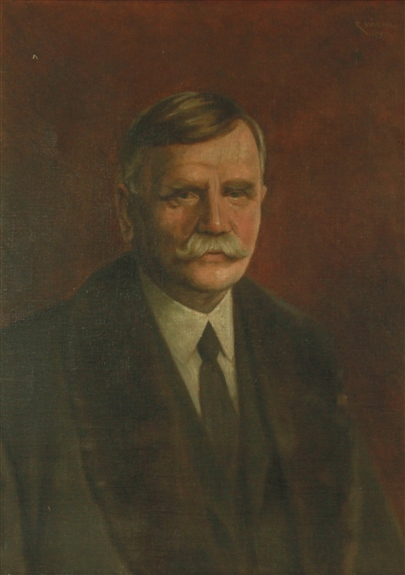
Rudolf Vácha - Portrét muže (1937)
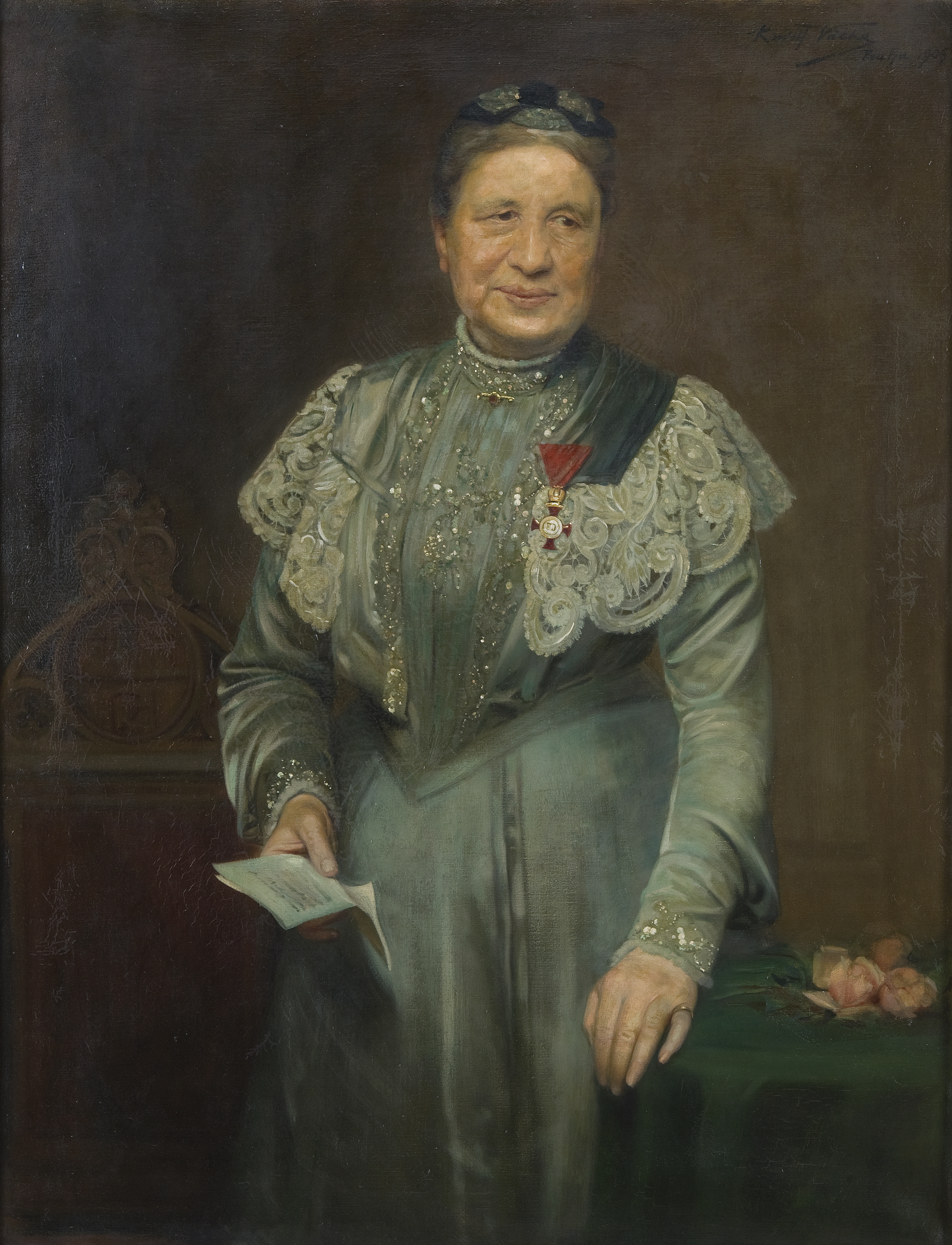
Rudolf Vácha - Podobizna Věnceslavy Lužické-Srbové (1905)
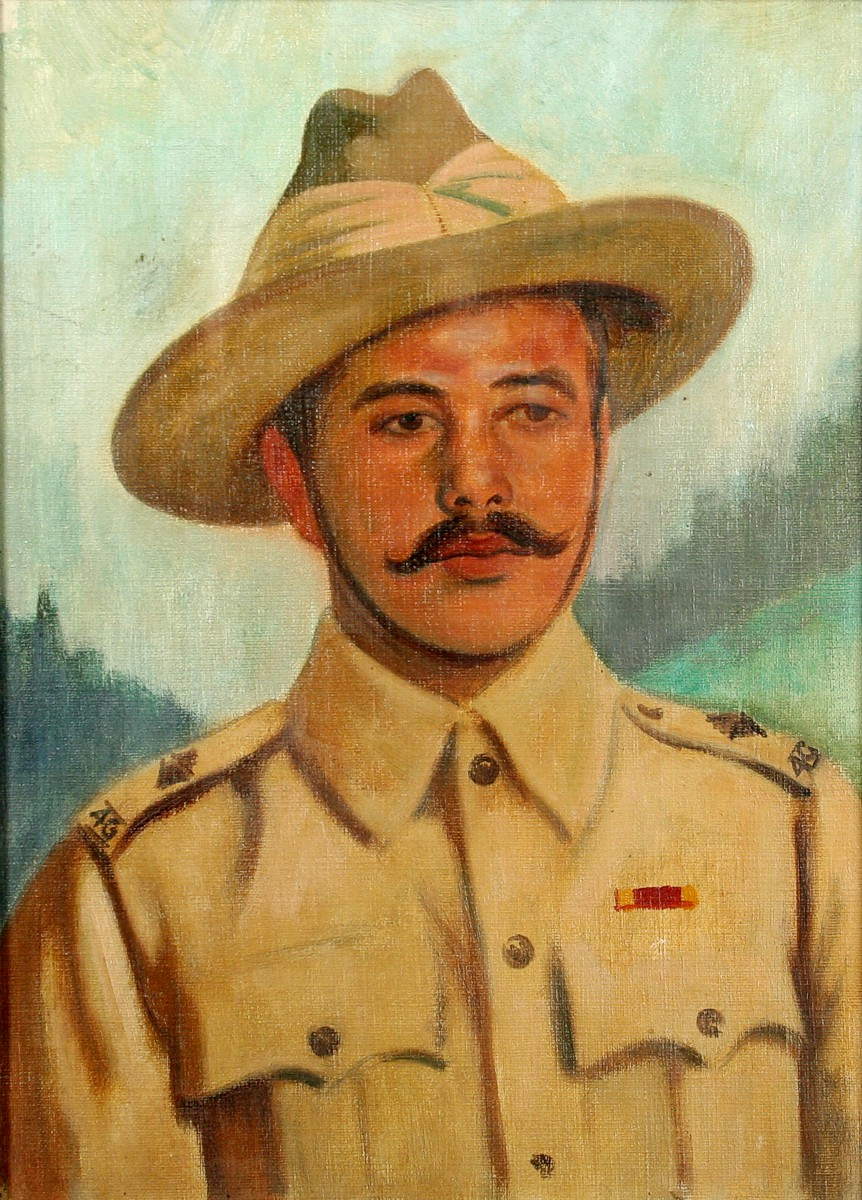
Rudolf Vácha - Portrét vojáka (1917)
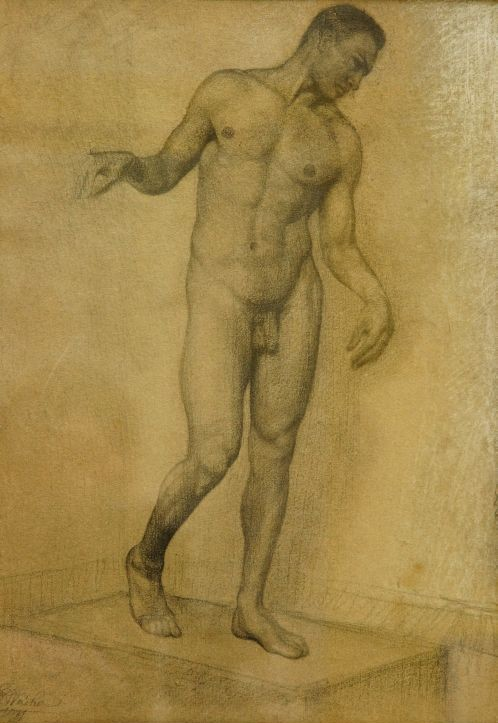
Rudolf Vácha - Mužský akt - studie (1931)